# Sidi Bel Abbès
Sidi Bel Abbès er en by i det nordlige Algeriet med et indbyggertal på 212.935 (2008). Byen er hovedstad i en provins af samme navn og blev grundlagt i 1849.